# Satyrium patrius
Satyrium patrius is een vlinder uit de familie van de Lycaenidae. De wetenschappelijke naam van de soort werd als Thecla patrius in 1891 gepubliceerd door Leech.